# Sant Climent (Taüll)

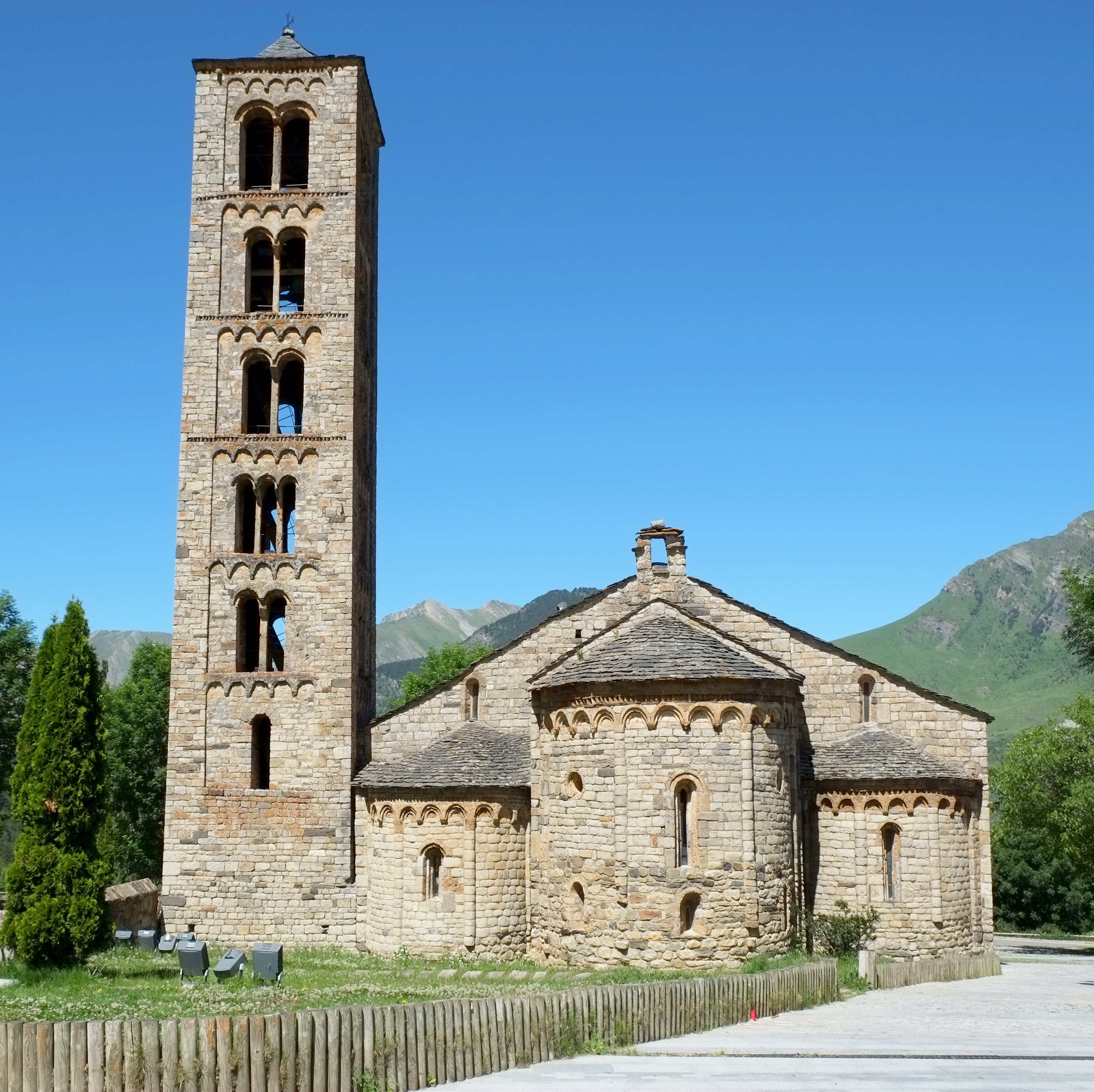
Kirche Sant Climent

Die katholische Kirche Sant Climent in Taüll, einem Ortsteil der Gemeinde Vall de Boí, gehört – wie auch die Pfarrkirche Santa Maria – zu den neun romanischen Kirchen in der spanischen Autonomen Region Katalonien, die im Jahr 2000 von der UNESCO als Romanische Kirchen des Vall de Boí in die Weltkulturerbeliste aufgenommen wurden. Bereits im Jahr 1931 war die dem heiligen Clemens von Rom geweihte Kirche zum Bé Cultural d’Interès Nacional (Kulturgut von nationaler Bedeutung) erklärt worden. Die Kirche liegt an einem leichten Hang an der Straße von Taüll nach Boí. Sie ist die größte und besterhaltene Kirche des Vall de Boí.

## Geschichte

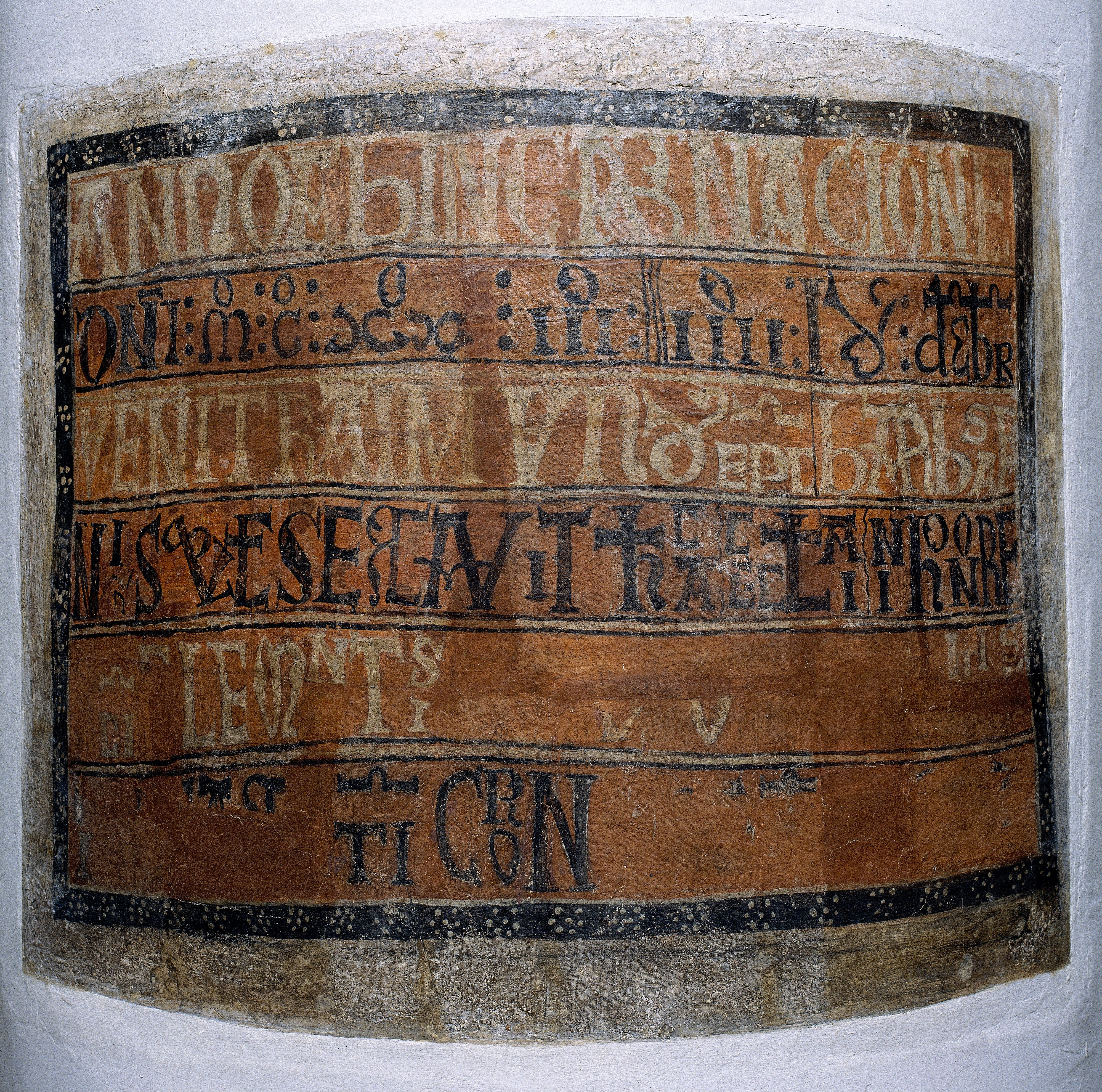
Gründungsinschrift an einer Säule

Die Kirche wurde an der Stelle eines Vorgängerbaus aus dem 11. Jahrhundert im ersten Viertel des 12. Jahrhunderts errichtet und am 10. Dezember 1123 durch Raimund von Roda, Bischof von Barbastro-Roda, geweiht. Das Weihedatum ist durch eine Inschrift an einer Säule belegt, die lautet: „ANNO AB INCARNACIONE D(OMI)NI MºCºXXºIIIºIIIIºID(VS) DE(CEM)BR(IS) VENIT RAIMUND(VS) EP(IS)C(OPVS) BARBASTREN(S)IS ET C(ON)SECRAVIT HA(N)C ECCL(ES)IA(M) IN HONORE (SAN)C(T)I CLEMENTIS [M(A)R(TIRIS)] ET [PON(E)NS RELIQIAS] I(N) [ALTARE SANC]TI CORN(ELI)“ (Im Jahr der Fleischwerdung des Herrn im Jahr 1123 am 4. Idus des December kam Raimundus, der Bischof von Barbastro, und weihte diese Kirche zu Ehren des heiligen Märtyrers Clemens und legte Reliquien in den Altar des heiligen Cornelius). Die Inschrift wird wie die Fresken, die in den Jahren 1919 bis 1922 aus der Kirche entfernt wurden, im Museu Nacional d’Art de Catalunya (MNAC) in Barcelona aufbewahrt.

## Architektur

### Außenbau

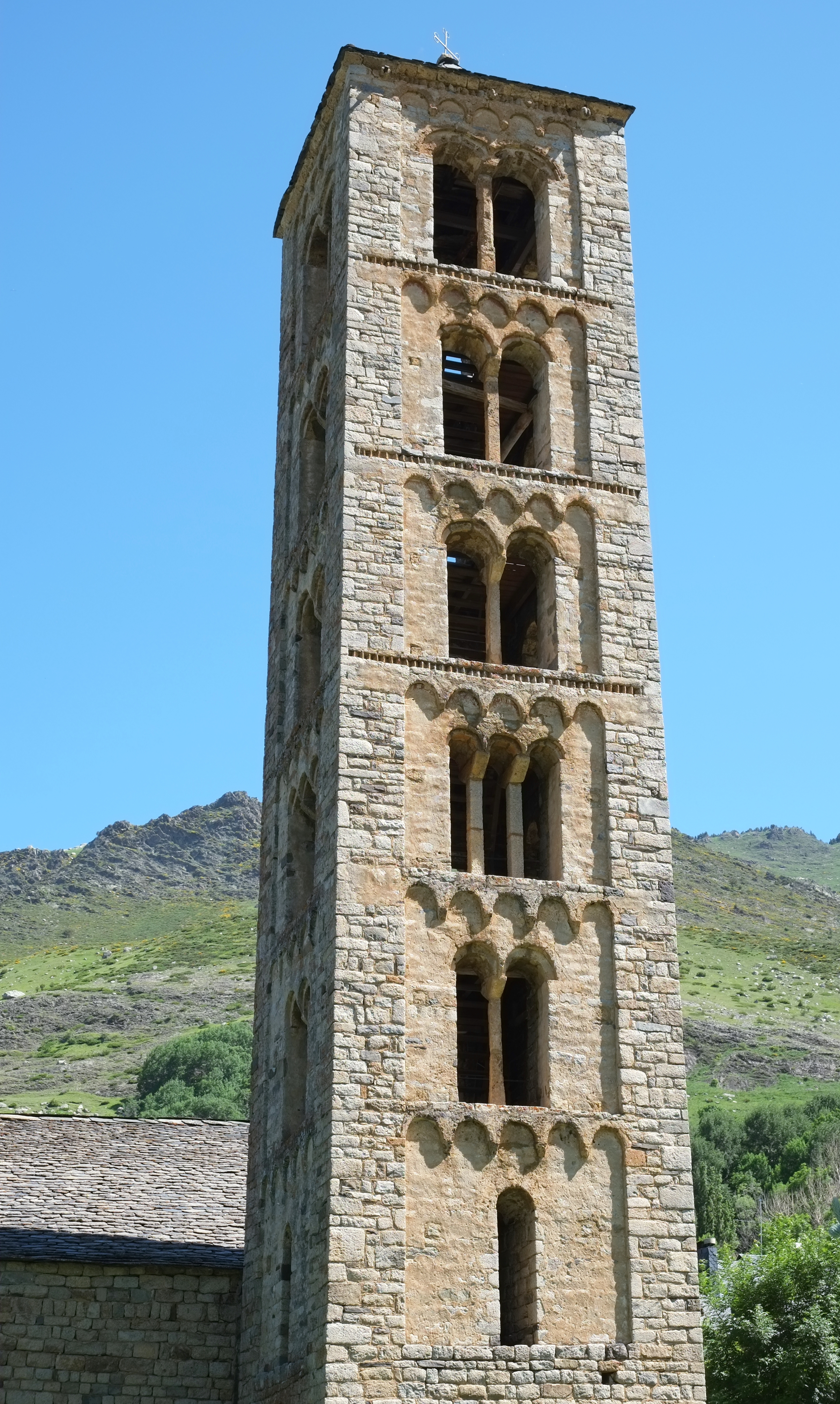
Glockenturm

Die Kirche ist eine Basilika mit drei Schiffen und drei Apsiden. Das Satteldach des Langhauses wird wie die Apsiden von Steinplatten gedeckt. An der Südseite, in der Nähe des Chorhaupts, steht der siebenstöckige, über einem quadratischen Grundriss errichtete Glockenturm, der von einem Pyramidendach bekrönt wird. Die sechs Geschosse über dem schmucklosen Unterbau werden im Stil der lombardischen Romanik durch Blendfelder mit Bogenfriesen gegliedert, die vier oberen Stockwerke weisen auch Sägezahnfriese auf. In den sechs Stockwerken sind auf allen vier Seiten Fenster eingeschnitten, im ersten Stock einfache Rundbogenfenster, im dritten Stock Dreifachfenster und in den anderen Stockwerken Zwillingsfenster. Die Größe der Fensteröffnungen nimmt nach oben hin zu, womit sich das Gewicht der Mauern verringert.
Die drei aus Granit, Schiefer und Kalkstein errichteten Apsiden sind mit Blendarkaden, Sägezahnfriesen, Halbsäulen und Lisenen, den sogenannten lombardischen Bändern, verziert. Die Westfassade wird durch ein Rundbogenfenster im Giebel und zwei schmale Fenster in der Höhe der Seitenschiffe durchbrochen. In der ansonsten ungegliederten, schmucklosen Fassade ist ein schlichtes Rundbogenportal eingeschnitten, das ehemals in einen nicht mehr erhaltenen Vorbau integriert war.
An den Kirchenbau aus dem 11. Jahrhundert erinnert noch das unregelmäßige Mauerwerk im unteren Bereich der Hauptapsis und des nördlichen Langhauses. An den oberen Stockwerken des Turms und am Fenster der Hauptapsis sind Reste von Putzschichten und romanischer Malereien in roter Farbe erhalten. Vermutlich waren ursprünglich sämtliche Außenmauern verputzt und mit Malereien überzogen.

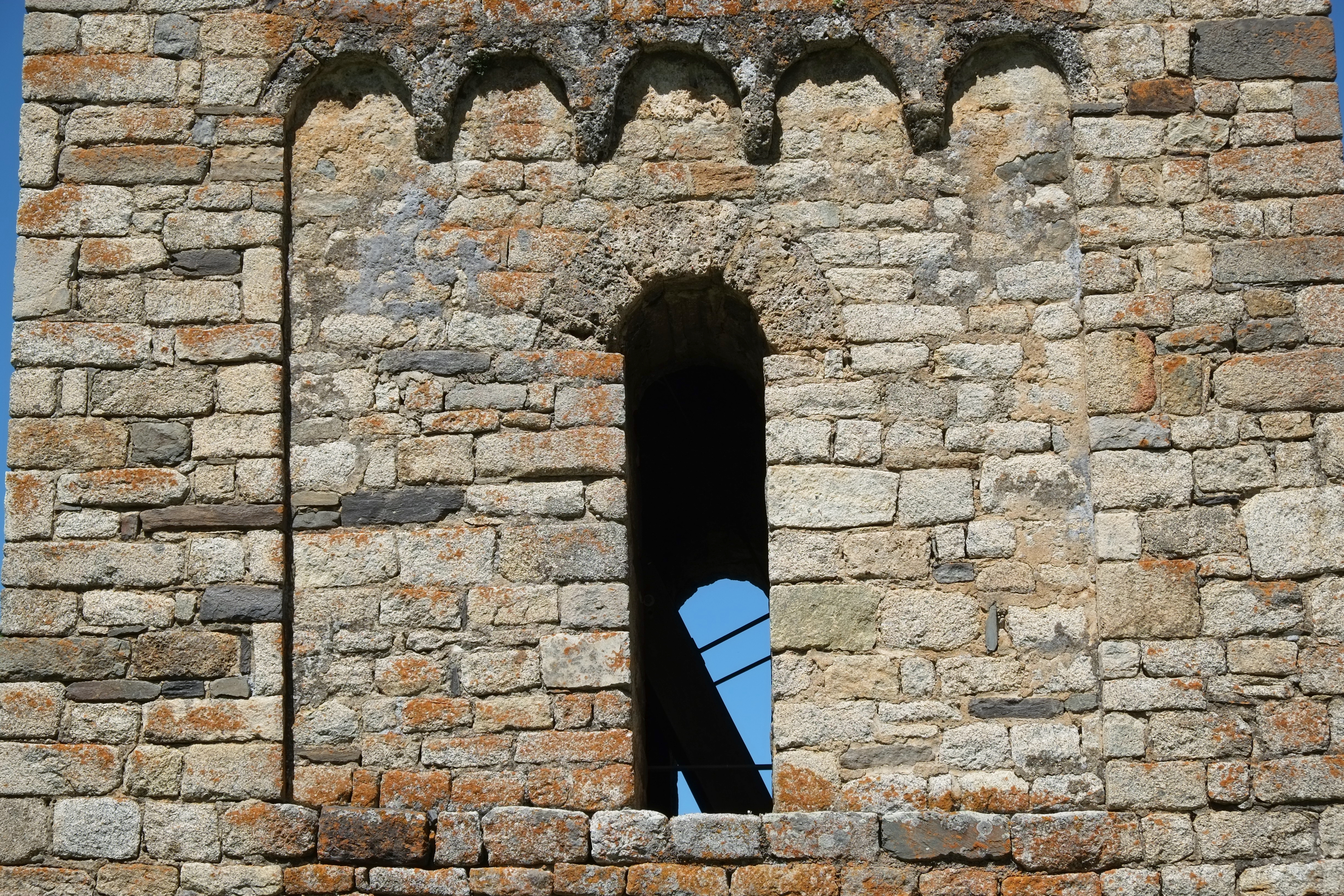
Blendfeld mit Fenster und Bogenfries am Turm
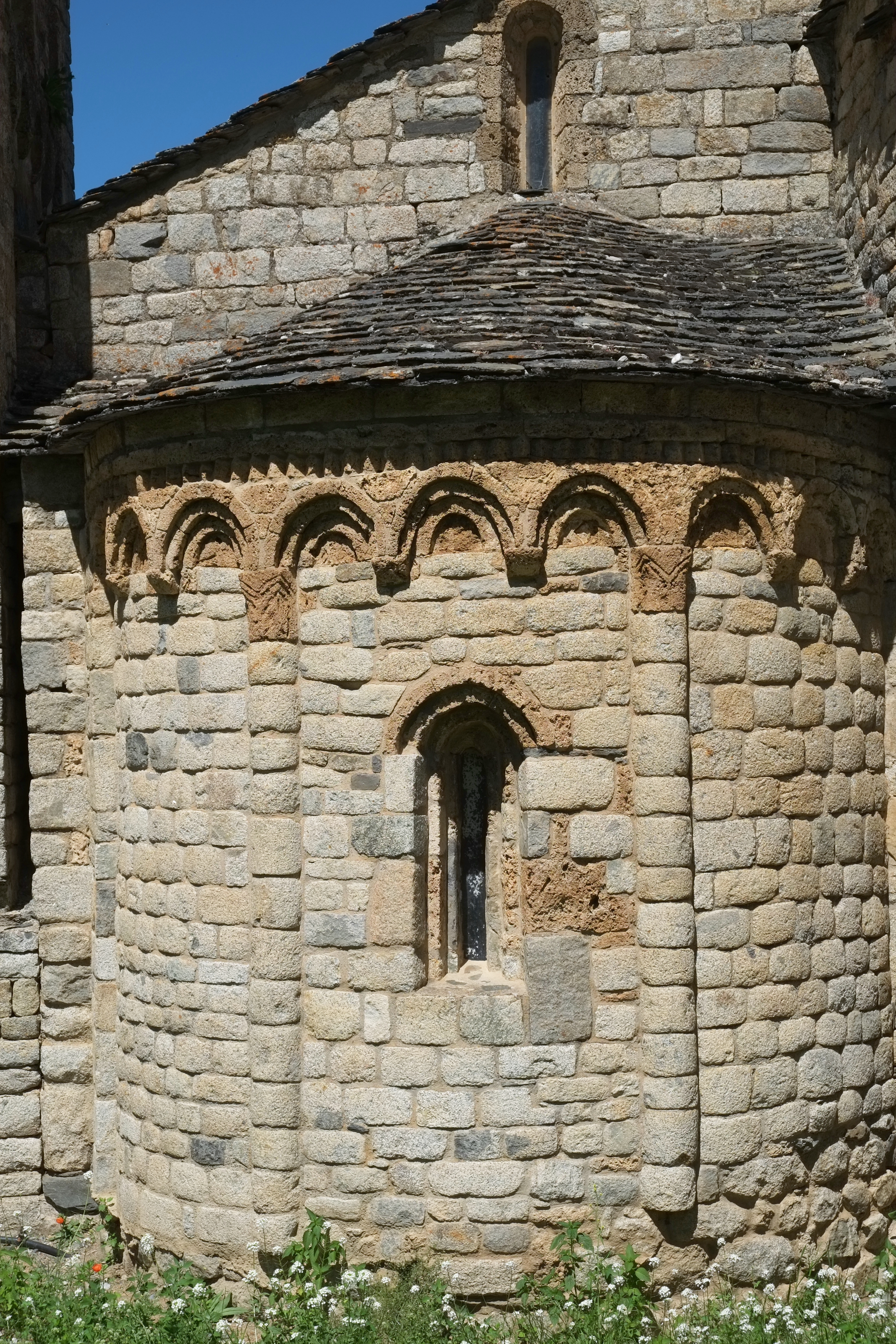
Südliche Seitenapsis
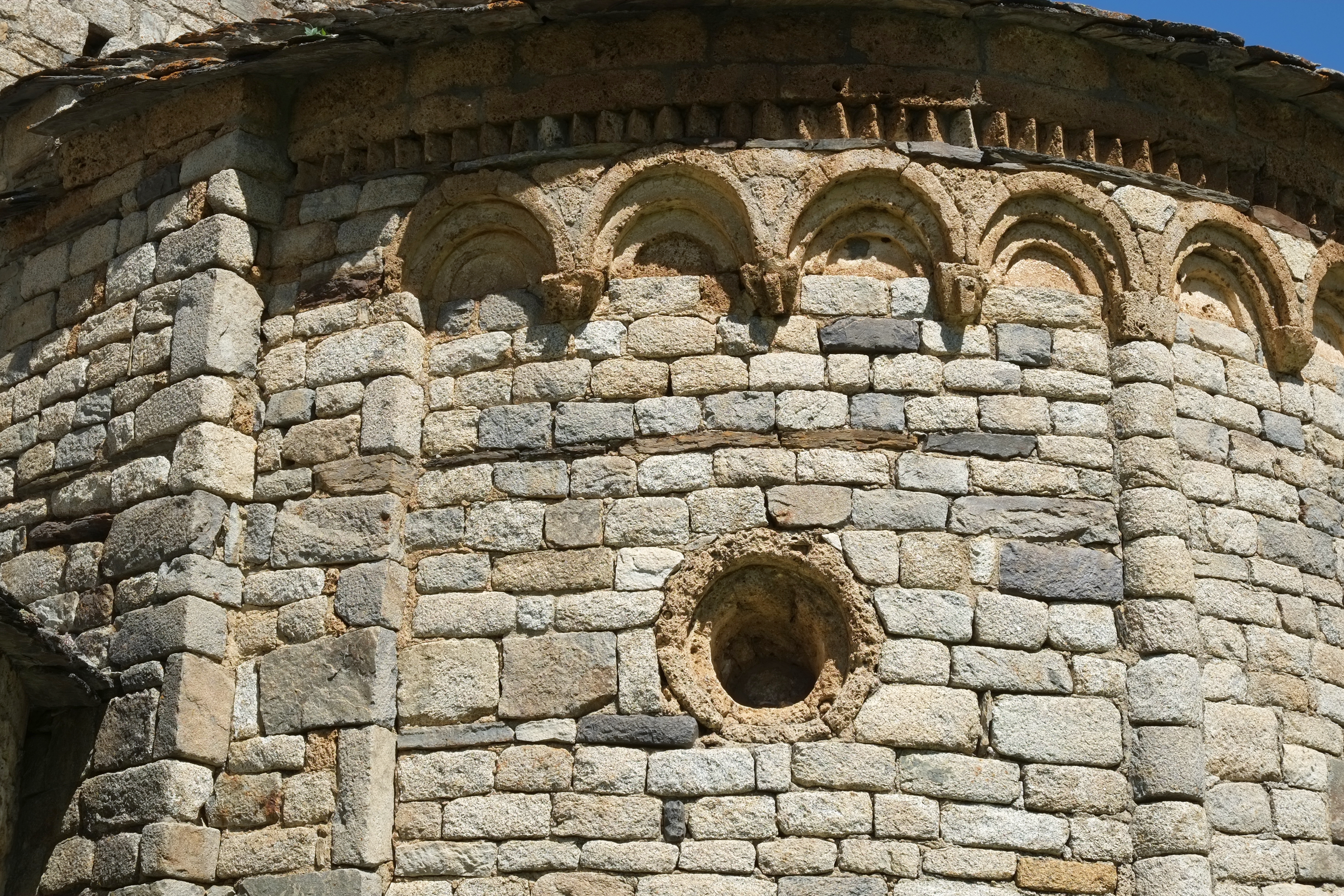
Hauptapsis mit Rundfenster, Blendarkaden und Sägezahnfries
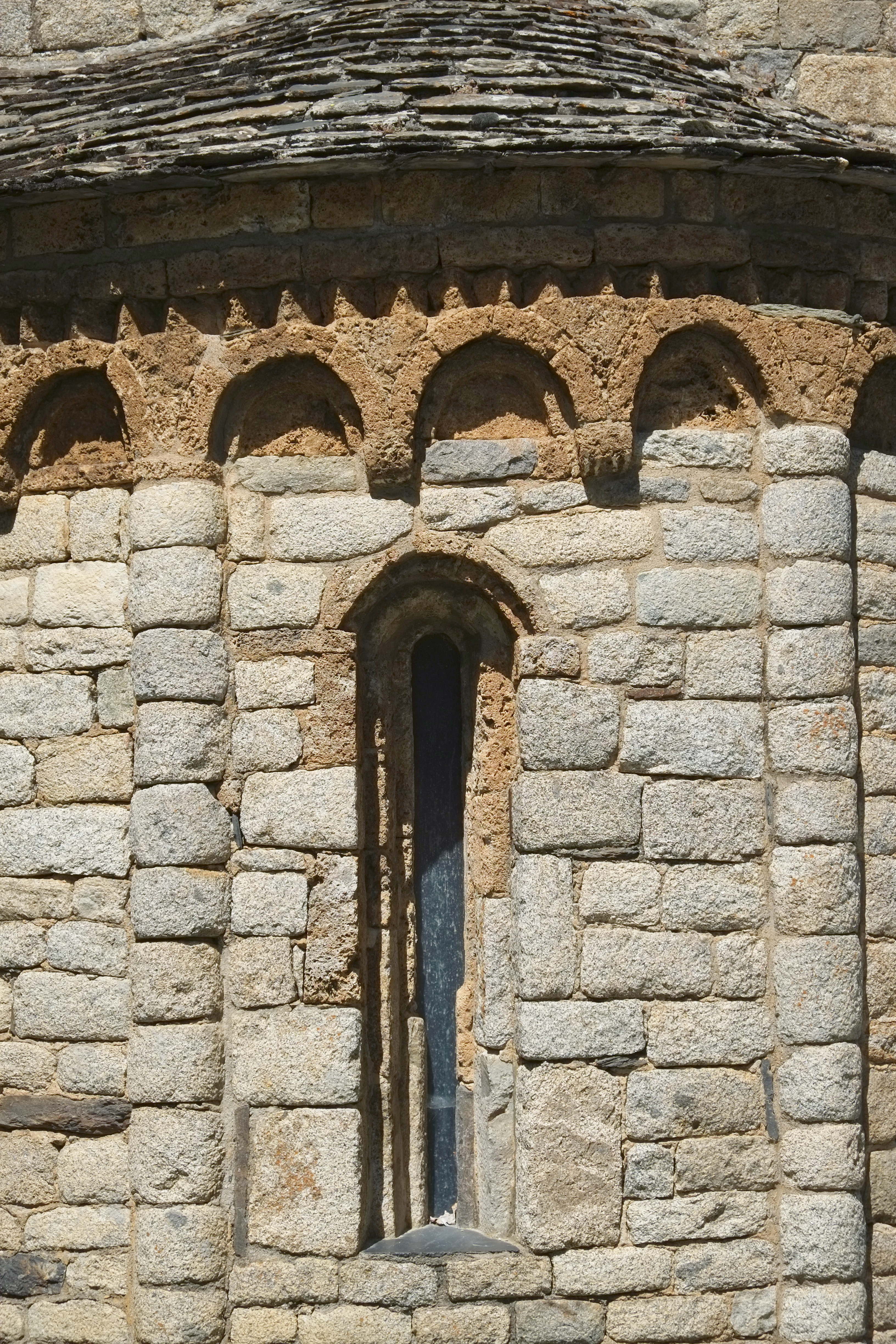
Fenster der nördlichen Seitenapsis

### Innenraum
Im dreischiffigen Langhaus öffnen sich weite, auf mächtigen Säulen aufliegende Rundbogenarkaden zu den beiden Seitenschiffen. Die Seitenschiffe und das Hauptschiff werden von einem offenen Dachstuhl gedeckt. Die Apsiden werden von Kalotten überwölbt.

## Wandmalereien

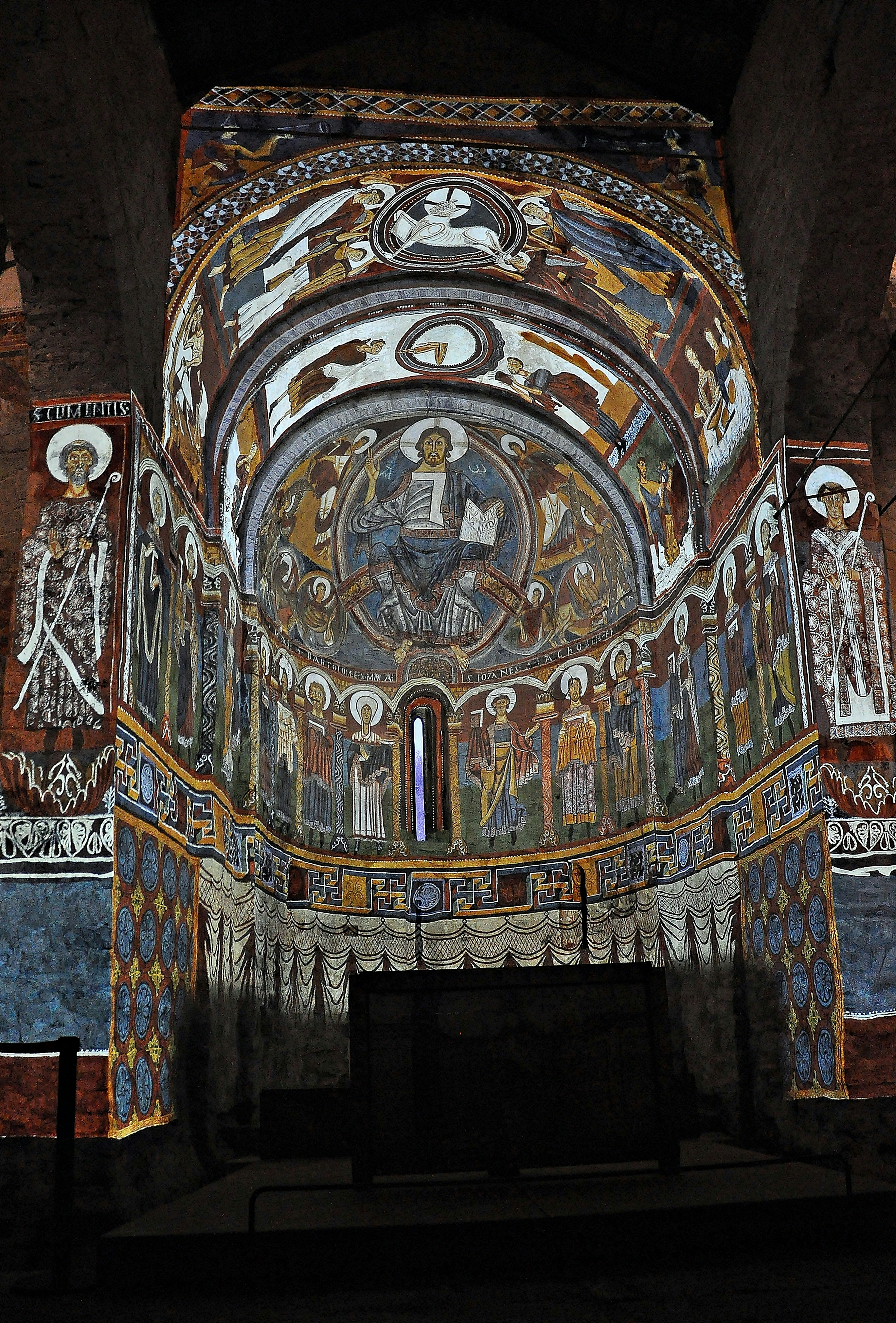
Hauptapsis mit Videoprojektion der ursprünglichen Ausmalung

Die ursprünglichen Wand- und Deckenmalereien der Hauptapsis befinden sich im Museu Nacional d’Art de Catalunya in Barcelona. In der Kirche wird eine Videoprojektion gezeigt, mit der die ehemalige Ausmalung im 12. Jahrhundert veranschaulicht werden soll.
In dieser Projektion ist der untere Bereich der Apsis mit einer vorgetäuschten Vorhangdraperie ausgemalt. Darüber verläuft eine breite Bordüre mit einem Mäanderfries. Die darüber liegende Bildebene zeigt Maria und die Apostel, die unter Arkaden stehen, mit den Inschriften ihrer Namen. Das Zentrum der Apsiskalotte bildet die Darstellung der Majestas Domini. Sie gilt als ein Meisterwerk der Romanik und wird wie die gesamte Ausmalung der Kirche dem sogenannten Meister von Tahull zugeschrieben. Christus sitzt, von einer Mandorla umgeben, auf dem Regenbogen, die Füße auf eine Kugel gestützt, die die Erde symbolisieren soll. Er hat die rechte Hand zum Segen erhoben und hält in der linken ein aufgeschlagenes Buch, in dem die Worte stehen „EGO SUM LUX MUNDI“ (Ich bin das Licht der Welt). Neben dem Haupt Christi sieht man die griechischen Buchstaben Alpha und Omega. Zu beiden Seiten der Mandorla sind unten die Evangelistensymbole dargestellt, der Löwe des Evangelisten Markus, der Adler des Johannes, die menschliche Gestalt des Matthäus und der Stier des Lukas.
Am äußeren Rand sind zwei Engel und darunter zwei Seraphim mit ihren sechs Flügeln, die mit unzähligen Augen besetzt sind, dargestellt.
An den Stirnwänden der Apsiden und am Chorbogen sind noch originale Wandmalereien aus der Zeit der Romanik erhalten. Der heilige Clemens, der Kirchenpatron, ist mit einem Heiligenschein und dem Bischofsstab dargestellt. Über der Darstellung steht sein Name geschrieben. Am Chorbogen ist die Szene zu sehen, in der Kain seinen Bruder Abel mit einer Axt erschlägt. Weitere Szenen schildern das Gleichnis vom reichen Mann und vom armen Lazarus. Die Darstellung des armen Lazarus befindet sich – wie andere Malereifragmente wie die Hand Gottes und das Lamm Gottes – im Museu Nacional d’Art de Catalunya (MNAC) in Barcelona.

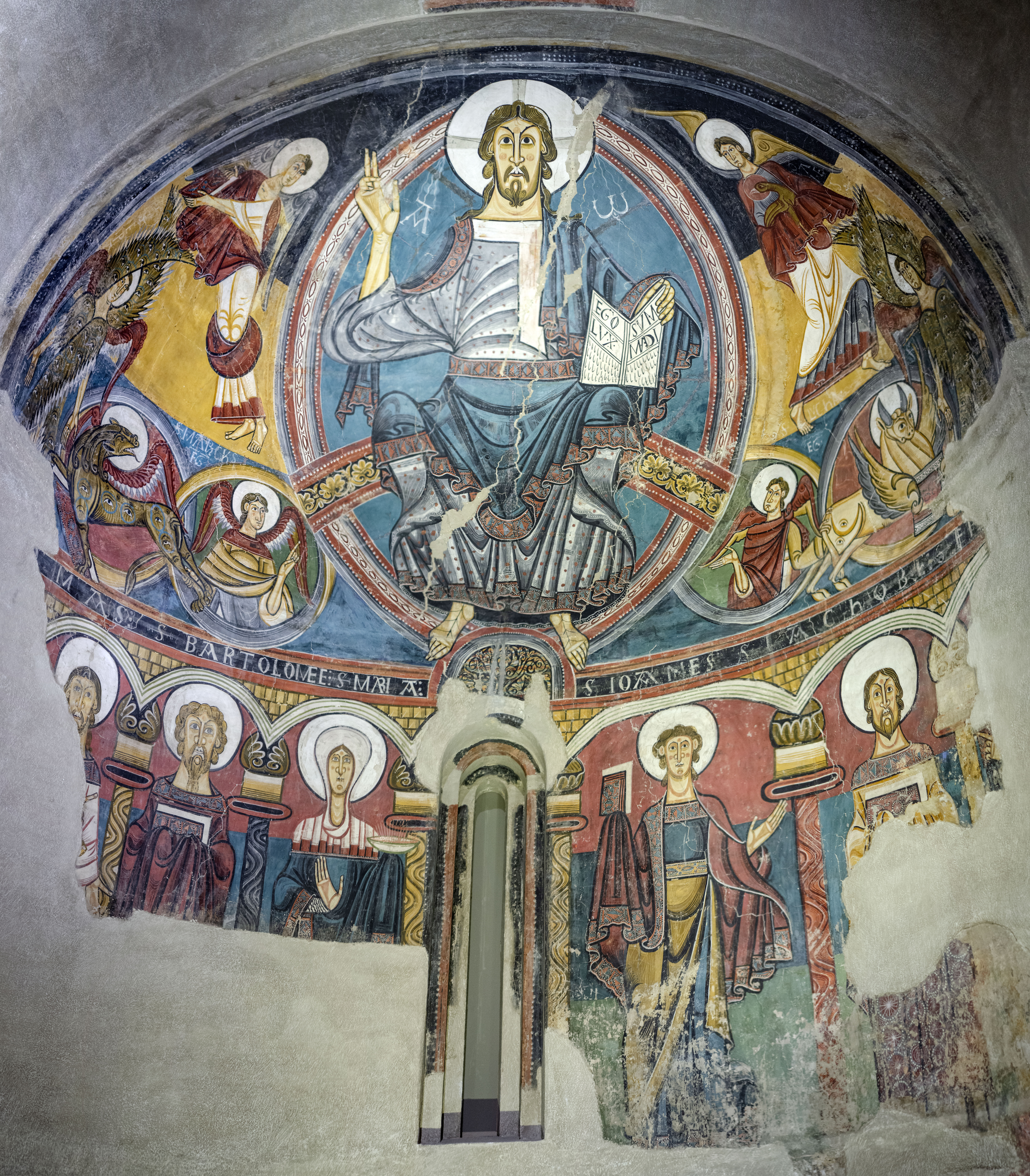
Wandmalerei der Apsis, im Museu Nacional d’Art de Catalunya
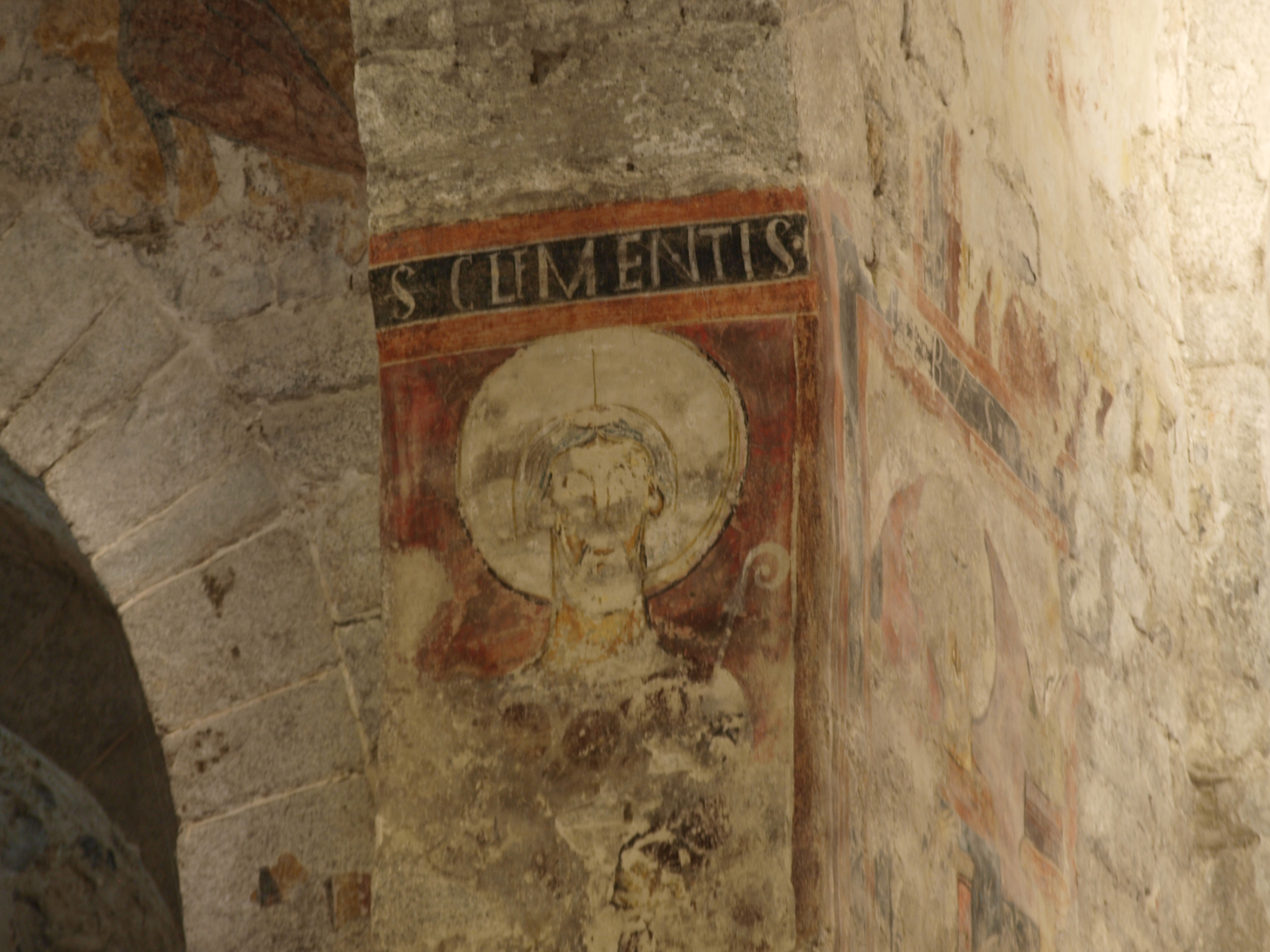
Heiliger Clemens

## Ausstattung
- In der Kirche sind drei Schnitzfiguren aus der Romanik erhalten. Die Christusfigur wird in das 13. Jahrhundert datiert. Christus trägt eine Krone auf dem Haupt und hat die rechte Hand zum Segen erhoben, in der linken hält er das Buch der Heiligen Schrift. Die Madonnenfigur wird auf dem Thron der Weisheit sitzend dargestellt. Auf ihrem Schoss sitzt das Jesuskind, das – wie die Christusfigur – mit einer Geste des Segnens und einem Buch in der Hand dargestellt ist. Das Kruzifix, das einen triumphierenden Christus, ohne Anzeichen von Leid oder Tod, darstellt, wird in das 12. Jahrhundert datiert.
- In den romanischen Kirchen gab es üblicherweise auf beiden Seiten im Chor Bänke, meist Dreisitze, für Priester, Diakone oder höher gestellte Persönlichkeiten. In der Kirche ist die Kopie des ursprünglichen Dreisitzes, ähnlich dem in der Pfarrkirche Nativitat de la Mare de Déu in Durro, zu sehen. Das Original, das aus dem 12. oder 13. Jahrhundert stammt, wird im Museu Nacional d’Art de Catalunya (MNAC) in Barcelona aufbewahrt.[5]

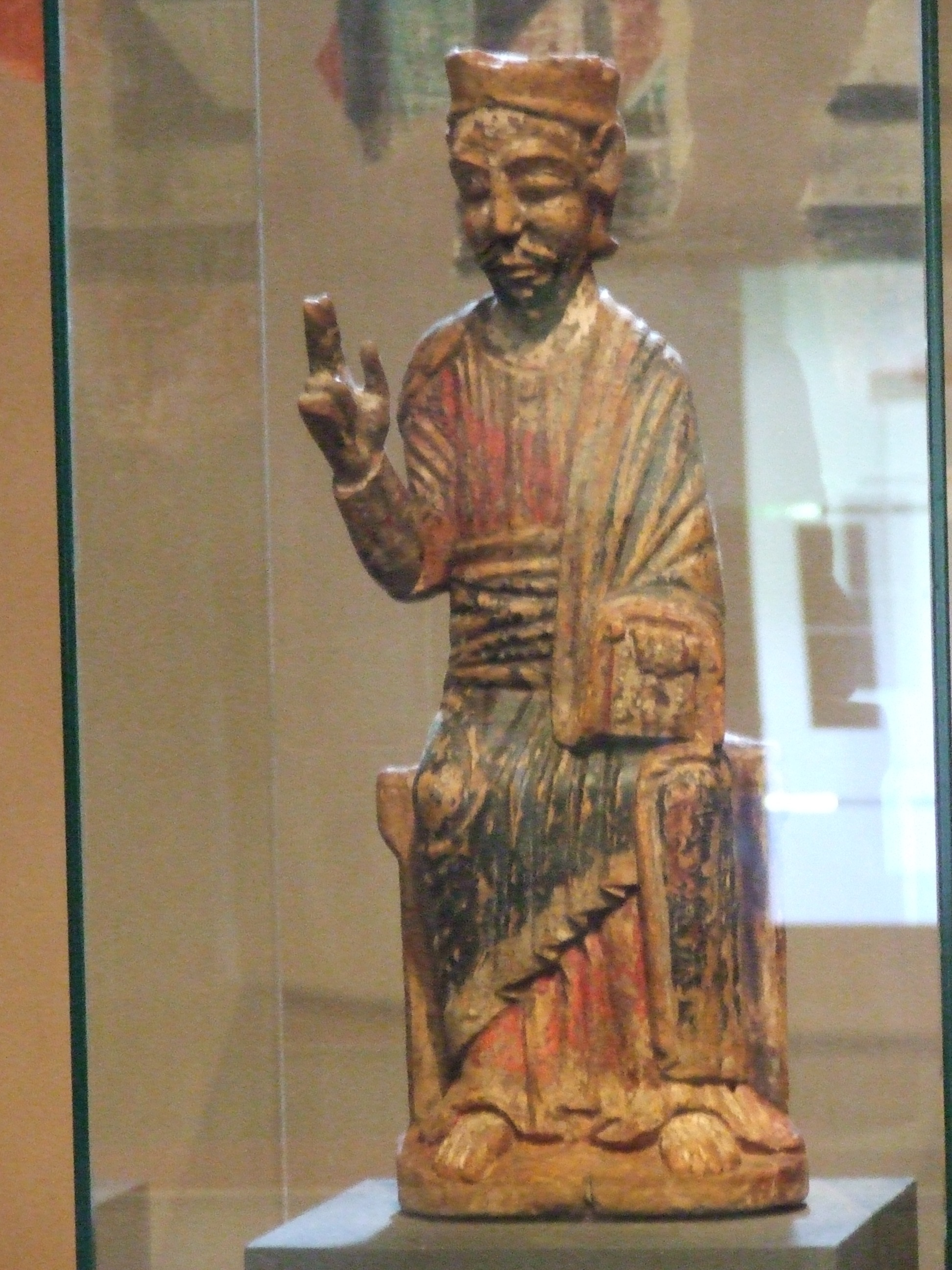
Segnender Christus, 13. Jahrhundert
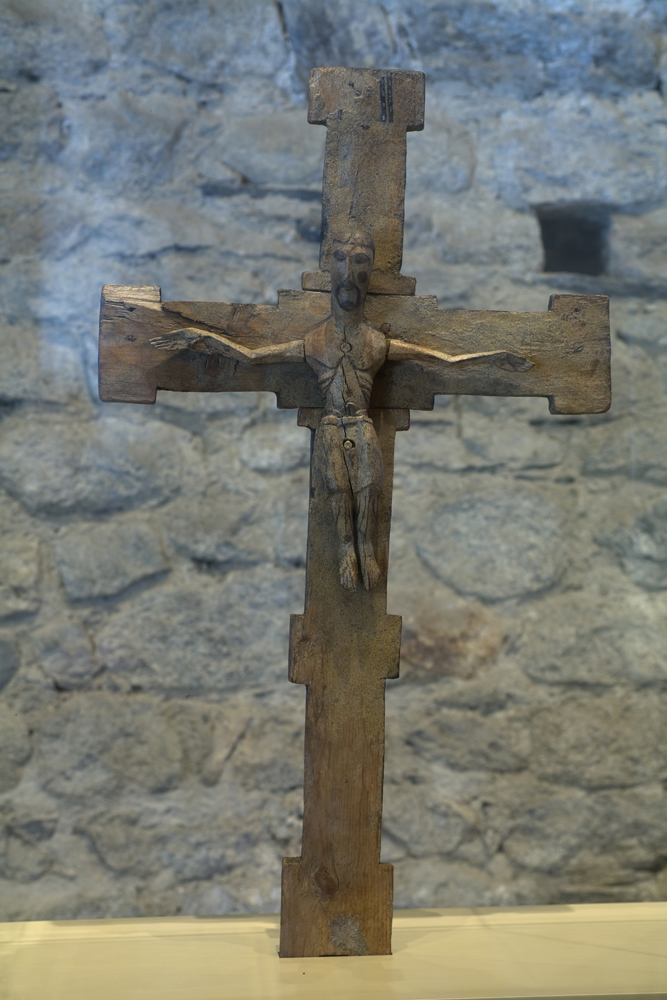
Kruzifix, 12. Jahrhundert
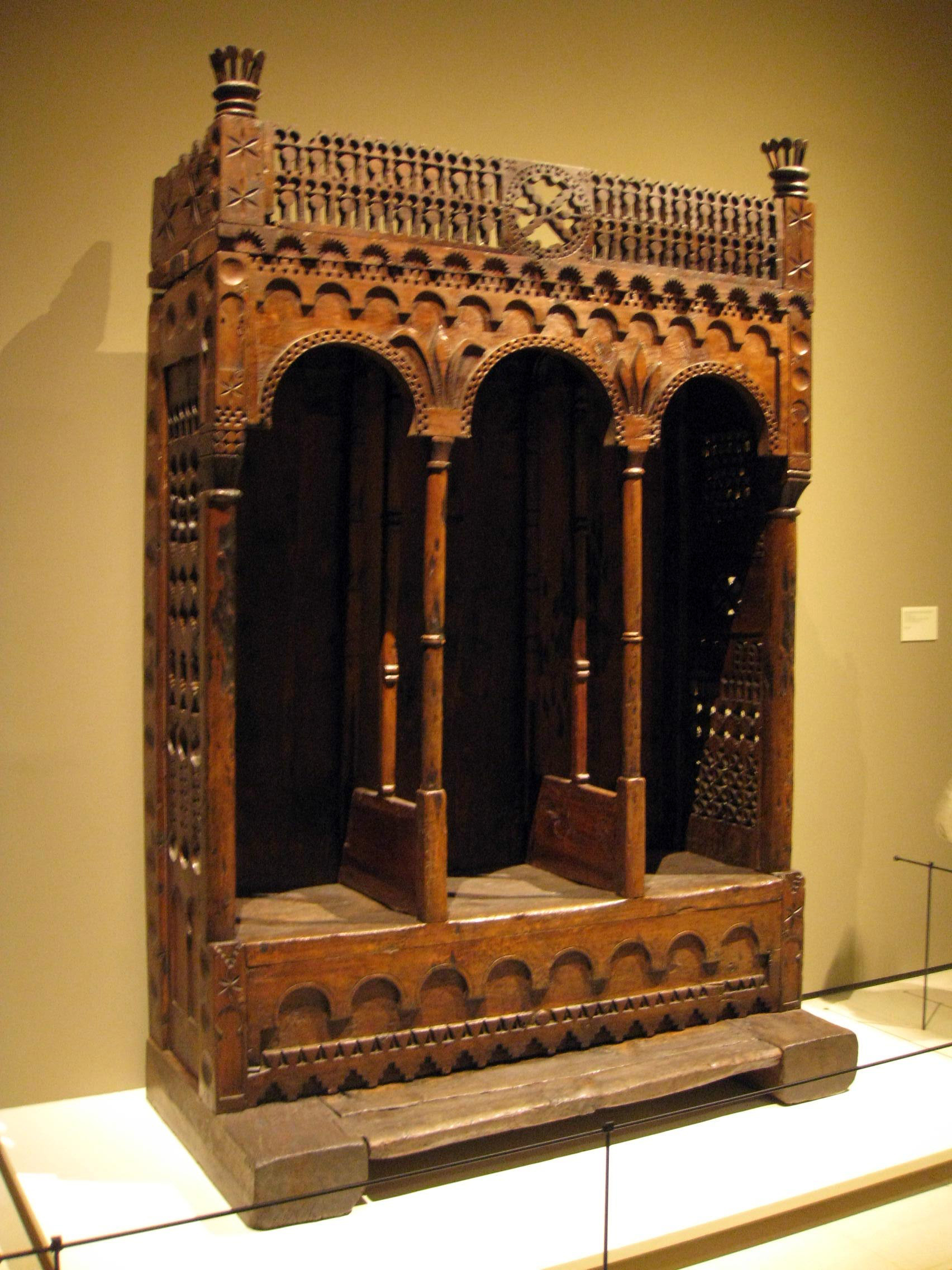
Dreisitz